# 乙川站
乙川站（日语：／ Okkawa eki */?）是位於愛知縣半田市乙川町，東海旅客鐵道（JR東海）的武豐線車站。車站位於半田市中部的乙川地區。

## 歷史
乙川站是在1886年（明治19年）武豐線開通40年後，於1933年（昭和8年）12月才啟用。在1930年代前期，為了與當時開通知多鐵道（現時：名鐵河和線）進行競爭，因此武豐線開始使用柴油列車行走，同時增加了列車班次（1933年8月實施），而此站也是其中一個對抗知多鐵道的措施。
在車站啟用初期，此站是純旅客車站。在1944年（昭和19年）開始起卸貨物和行李。但是與其他武豐線車站同樣，於1975年（昭和50年）終止貨物，1984年（昭和59年）終止行李起卸業務，自從再次變回啟用當初，車站成為一座純旅客車站。
在中部國際機場啟用前，曾經檢討從此站分支建造一條橫越知多半島東西，連接現時中部國際機場站的機場聯絡軌道系統。直至2005年2月17日機場啟用前還未有實現該計劃。直至機場啟用後10年至2015年還沒有任何跟進。這是由於新建的路軌長度較長，加上在檢討當時的武豐線（1990年代）是全線單線並且非電氣化（截至2015年，現時全線是單線電氣化），而鐵路線最高時速限制在85km/h與最多6卡編成（20m級大型車輛），因此武豐線運送能力有限。而把此站以北的區間進行翻新（即變為雙線鐵路、電氣化、高速化與延長月台等增強運輸能力）需要的工程費用龐大（約1,000億日圓），因此沒有把武豐線開設分支線連接機場。結果，連接中部國際機場的鐵路由名鐵常滑線延伸，延伸區間名為名鐵機場線。

### 年表
- 1933年12月7日：國有鐵道武豐線龜崎至半田之間開通，此站啟用。當時為旅客車站[6][7]。
  - 當時，乘客於此站只可來往武豐線所有車站、東海道本線岡崎至岐阜之間各站、濱松站、豐橋站、蒲郡站，關西本線桑名站和四日市站[7]。
- 1939年7月21日：限制放寬，中央本線大曾根站、千種站和鶴舞站的旅客可來往此站[7]。
- 1944年4月1日：開設貨物和行李起卸業務，同時廢除旅客車站的限制[7]。同月新設車站大樓[8]。
- 1952年11月1日：開設小行李起卸業務[7]。
- 1975年11月15日：終止貨物起卸業務[7]。
- 1980年5月1日：降為業務委託車站[8]。
- 1984年2月1日：終止行李起卸業務[7]。
- 1985年4月1日：降為無人車站[9]，同年4月10日起暫時繼續派遣職員前往此站[10]。
- 1987年4月1日：隨國鐵分割民營化，車站由東海旅客鐵道（JR東海）營運[7]。
- 1989年3月10日：改為無人車站[8]。
- 2006年：

- 3月：站房翻新。
- 11月25日：此站開始可以使用IC卡「TOICA」。

- 2013年10月1日：引入「集中旅客服務系統」後，增設自動售票機和自動閘機[11][12]。

### 貨物業務
乙川站在1933年啟用初期沒有貨運業務，在1944年4月1日才開設貨運業務。但不是所有貨物可於此站起卸，只有在專用線到發的車載貨物才可起卸。與周邊的武豐線車站相同，此站在1975年11月15日終止貨物起卸業務。
關於車站連接的專用線中，包括了前往車站南邊的輸送機工業工場。該專用線是該公司之前身——中島飛機半田製作所，專用線在1944年敷設。根據在1970年發布的專用線一覧表，專用線的作業距離為0.7公里，總長度為2.0公里。

## 車站構造
本站是地面車站，設有2面2線相對式月台，可進行列車交會。車站1號月台側邊，兩月台之間設有跨線橋連接。此站是由大府站管理的無人車站。JR東海在2013年10月1日起，於線內6個車站（包括此站）引入「集中旅客服務系統」，增設自動售票機和自動閘機，以遠端方法管理車站，當日起車站無人化。

### 月台
| 月台 | 路線   | 上下行 | 方向             |
| ---- | ------ | ------ | ---------------- |
| 1    | 武豐線 | 上行   | 大府、名古屋方向 |
| 2    | 武豐線 | 下行   | 武豐方向         |

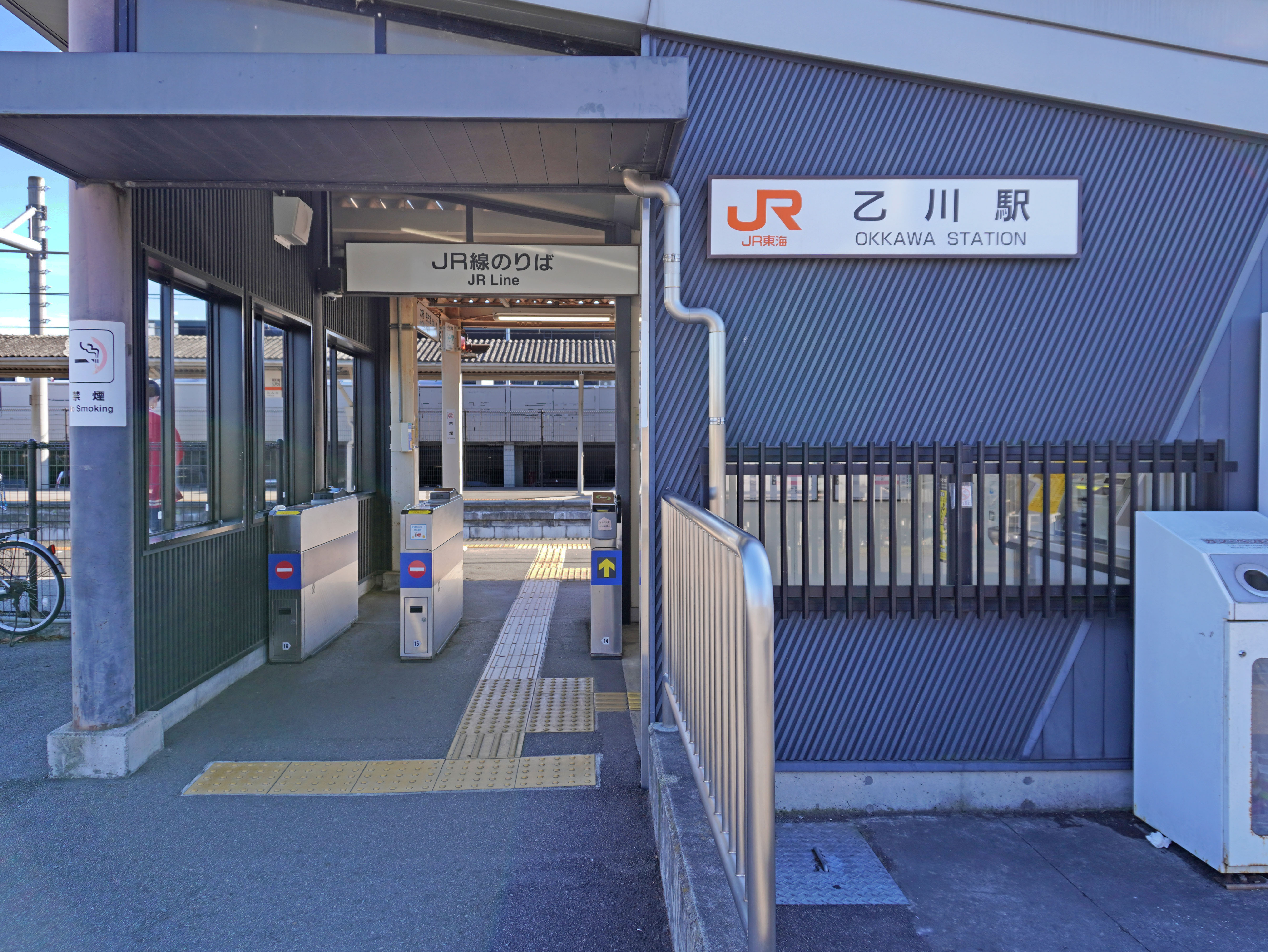
車站入口與驗票口(222年11月)
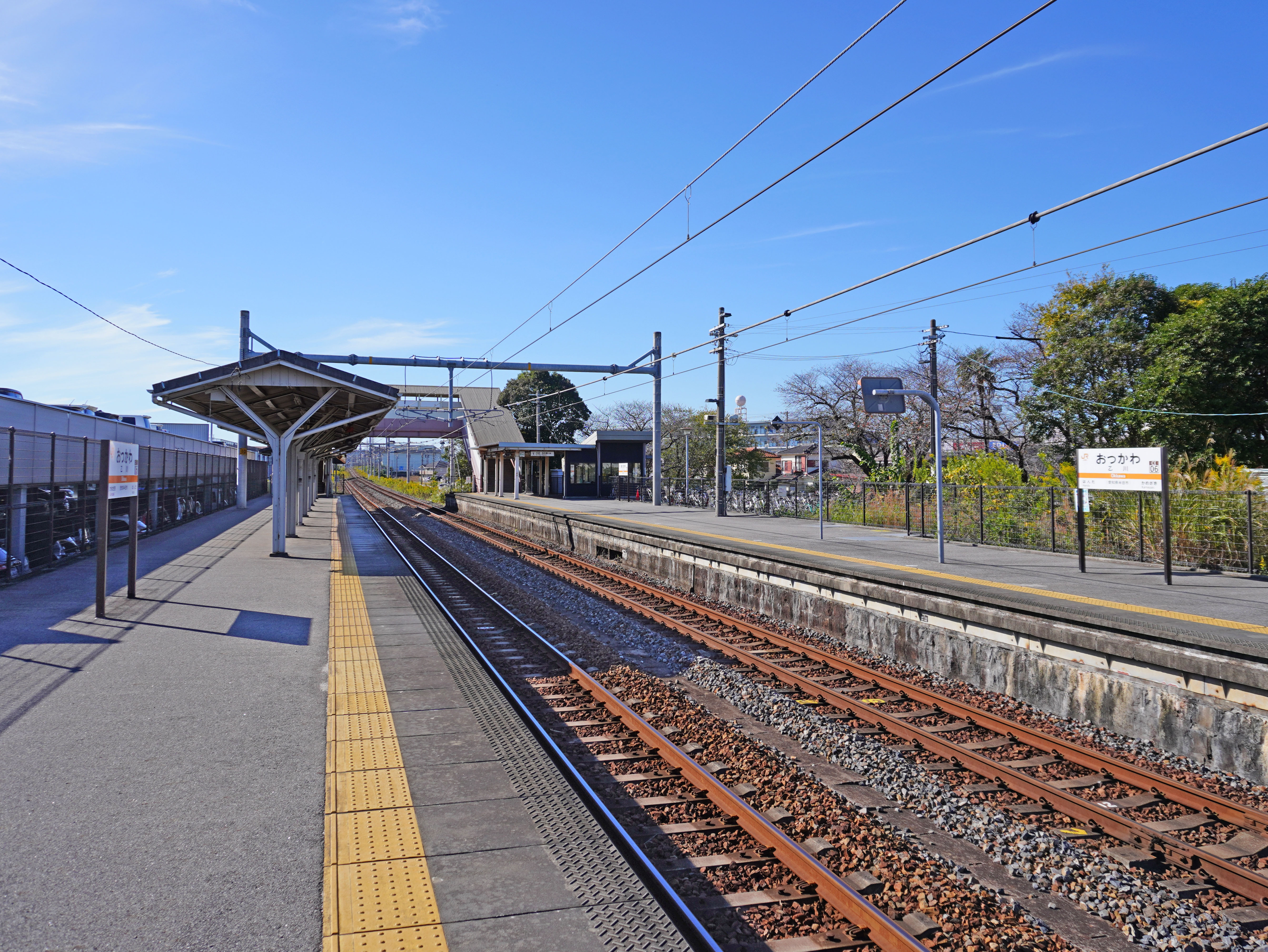
月台(2022年11月)
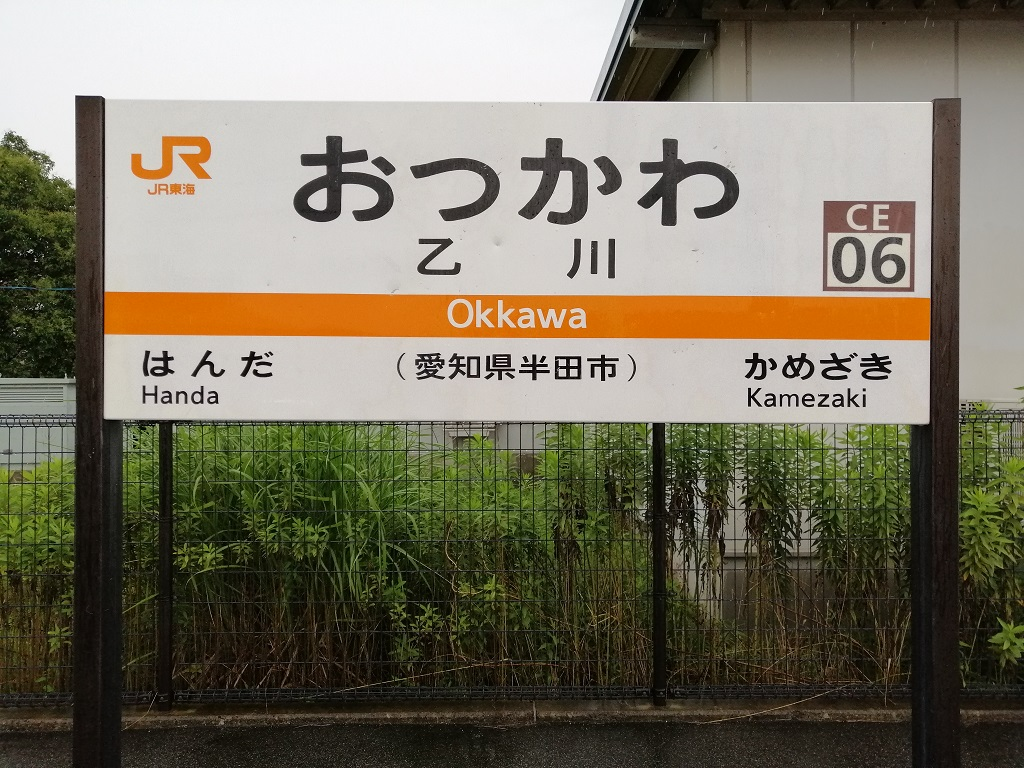
站名牌(2020年7月)

## 使用狀況

### 旅客
根據「愛知縣統計年鑑」和「知多半島之統計」，以下為1日平均乘車人次列表：
| 1日平均乘車人次變化 | 1日平均乘車人次變化 | 1日平均乘車人次變化      |
| 年度                | 乘車人次            | 參考資料、備註           |
| ------------------- | ------------------- | ------------------------ |
| 1950年度            | 769人               | [ 統計 1 ]               |
| 1951年度            | 948人               | [ 統計 2 ]               |
| 1952年度            | 910人               | [ 統計 3 ]               |
| 1953年度            | 954人               | [ 統計 4 ]               |
| 1954年度            | 920人               | [ 統計 5 ]               |
| 1955年度            | 880人               | [ 統計 6 ]               |
| 1956年度            | 948人               | [ 統計 7 ]               |
| 1957年度            | 993人               | [ 統計 8 ]               |
| 1958年度            | 989人               | [ 統計 9 ]               |
| 1959年度            | 1,025人             | [ 統計 10 ]              |
| 1960年度            | 1,150人             | [ 統計 11 ]              |
| 1961年度            | 1,093人             | [ 統計 12 ]              |
| 1962年度            | 1,054人             | [ 統計 13 ]              |
| 1963年度            | 1,133人             | [ 統計 14 ]              |
| 1964年度            | 1,117人             | [ 統計 15 ]              |
| 1965年度            | 1,164人             | [ 統計 16 ]              |
| 1966年度            | 1,148人             | [ 統計 17 ]              |
| 1967年度            | 1,202人             | [ 統計 18 ]              |
| 1968年度            | 1,148人             | [ 統計 19 ]              |
| 1969年度            | 1,009人             | [ 統計 20 ]              |
| 1970年度            | 910人               | [ 統計 21 ]              |
| 1971年度            | 853人               | [ 統計 22 ]              |
| 1972年度            | 814人               | [ 統計 23 ]              |
| 1973年度            | 803人               | [ 統計 24 ]              |
| 1974年度            | 848人               | [ 統計 25 ]              |
| 1975年度            | 854人               | [ 統計 26 ]              |
| 1976年度            | 870人               | [ 統計 27 ]              |
| 1977年度            | 806人               | [ 統計 28 ]              |
| 1978年度            | 768人               | [ 統計 29 ]              |
| 1979年度            | 753人               | [ 統計 30 ]              |
| 1980年度            | 667人               | [ 統計 31 ]              |
| 1981年度            | 616人               | [ 統計 32 ]              |
| 1982年度            | 584人               | [ 統計 33 ]              |
| 1983年度            | 542人               | [ 統計 34 ]              |
| 1984年度            | 508人               | [ 統計 35 ]              |
| 1985年度            | 513人               | [ 統計 36 ]              |
| 1986年度            | 482人               | [ 統計 37 ]              |
| 1987年度            | 509人               | [ 統計 38 ]              |
| 1988年度            | 535人               | [ 統計 39 ]              |
| 1989年度            | 480人               | 1950年度以後為最少人使用 |
| 1990年度            | 644人               | [ 統計 41 ]              |
| 1991年度            | 694人               | [ 統計 42 ]              |
| 1992年度            | 765人               | [ 統計 43 ]              |
| 1993年度            | 805人               | [ 統計 44 ] [ 統計 45 ]  |
| 1994年度            | 885人               | [ 統計 46 ] [ 統計 45 ]  |
| 1995年度            | 882人               | [ 統計 47 ] [ 統計 45 ]  |
| 1996年度            | 814人               | [ 統計 48 ] [ 統計 49 ]  |
| 1997年度            | 798人               | [ 統計 50 ] [ 統計 49 ]  |
| 1998年度            | 767人               | [ 統計 51 ] [ 統計 52 ]  |
| 1999年度            | 771人               | [ 統計 53 ] [ 統計 54 ]  |
| 2000年度            | 773人               | [ 統計 54 ]              |
| 2001年度            | 820人               | [ 統計 54 ]              |
| 2002年度            | 837人               | [ 統計 55 ]              |
| 2003年度            | 860人               | [ 統計 55 ]              |
| 2004年度            | 870人               | [ 統計 55 ]              |
| 2005年度            | 921人               | [ 統計 56 ]              |
| 2006年度            | 1,002人             | [ 統計 56 ]              |
| 2007年度            | 1,079人             | [ 統計 56 ]              |
| 2008年度            | 1,102人             | [ 統計 57 ]              |
| 2009年度            | 1,049人             | [ 統計 57 ]              |
| 2010年度            | 1,069人             | [ 統計 57 ]              |
| 2011年度            | 1,019人             | [ 統計 58 ]              |
| 2012年度            | 1,012人             | [ 統計 59 ]              |
| 2013年度            | 1,680人             | 1950年度以後為最多人使用 |
| 2014年度            | 1,123人             | [ 統計 60 ]              |
| 2015年度            | 1,160人             | [ 統計 61 ]              |
| 2016年度            | 1,136人             | [ 統計 62 ]              |
| 2017年度            | 1,169人             | [ 統計 63 ]              |
| 2018年度            | 1,178人             | [ 統計 63 ]              |
| 2019年度            | 1,200人             | [ 統計 64 ]              |

### 貨物、行李
以下為1950年度至1975年度（1975年11月終止起卸）的貨物起卸量（起載/卸載噸數）。以及1972年度至1983年度（1984年2月終止起卸）的行李起卸量（發送與到達件數）的列表。
| 貨物起卸量、行李起卸量變化      | 貨物起卸量、行李起卸量變化 | 貨物起卸量、行李起卸量變化 | 貨物起卸量、行李起卸量變化 | 貨物起卸量、行李起卸量變化 |
| 年度                            | 貨物                       | 貨物                       | 行李                       | 行李                       |
| 年度                            | 發送                       | 到達                       | 發送                       | 到達                       |
| ------------------------------- | -------------------------- | -------------------------- | -------------------------- | -------------------------- |
| 1950年度                        | 3,728t                     | 4,285t                     |                            |                            |
| 1951年度                        | 4,031t                     | 10,304t                    |                            |                            |
| 1952年度                        | 1,797t                     | 4,513t                     |                            |                            |
| 1953年度                        | 2,602t                     | 9,689t                     |                            |                            |
| 1954年度                        | 3,571t                     | 9,623t                     |                            |                            |
| 1955年度                        | 2,008t                     | 5,060t                     |                            |                            |
| 1956年度                        | 6,743t                     | 6,215t                     |                            |                            |
| 1957年度                        | 5,454t                     | 10,001t                    |                            |                            |
| 1958年度                        | 2,999t                     | 5,145t                     |                            |                            |
| 1959年度                        | 3,571t                     | 8,485t                     |                            |                            |
| 1960年度                        | 5,097t                     | 3,959t                     |                            |                            |
| 1961年度                        | 2,782t                     | 2,231t                     |                            |                            |
| 1962年度                        | 4,202t                     | 2,625t                     |                            |                            |
| 1963年度                        | 5,299t                     | 1,254t                     |                            |                            |
| 1964年度                        | 4,718t                     | 862t                       |                            |                            |
| 1965年度                        | 3,288t                     | 410t                       |                            |                            |
| 1966年度                        | 6,064t                     | 817t                       |                            |                            |
| 1967年度                        | 5,549t                     | 1,739t                     |                            |                            |
| 1968年度                        | 5,897t                     | 1,571t                     |                            |                            |
| 1969年度                        | 2,475t                     | 1,723t                     |                            |                            |
| 1970年度                        | 598t                       | 281t                       |                            |                            |
| 1971年度                        | 6,272t                     | 384t                       |                            |                            |
| 1972年度                        | 679t                       | 1,760t                     | 5,747個                    | 2,833個                    |
| 1973年度                        | 6,638t                     | 338t                       | 5,512個                    | 2,849個                    |
| 1974年度                        | 6,867t                     | 231t                       | 5,149個                    | 2,878個                    |
| 1975年度                        | 2,825t                     | 102t                       | 3,717個                    | 2,722個                    |
| 1976年度                        |                            |                            | 3,319個                    | 2,553個                    |
| 1977年度                        |                            |                            | 3,359個                    | 2,527個                    |
| 1978年度                        |                            |                            | 3,156個                    | 2,475個                    |
| 1979年度                        |                            |                            | 2,814個                    | 2,800個                    |
| 1980年度                        |                            |                            | 2,604個                    | 2,606個                    |
| 1981年度                        |                            |                            | 1,822個                    | 2,653個                    |
| 1982年度                        |                            |                            | 1,193個                    | 2,521個                    |
| 1983年度                        |                            |                            | 316個                      | 2,010個                    |
| ※參考資料與乘車人次的列表相同。 |                            |                            |                            |                            |

## 停靠列車
所有列車停靠乙川站。在2018年3月時間表修正前，快速列車會停靠此站。

## 車站周邊
- Cainz半田店
- 宜得利半田店
- 上新電機 半田店
- 島村（日语：しまむら）半田店
- KAHMA 21（日语：カーマ (企業)）半田乙川店
- 乙川八幡社
- 若宮八幡宮
- 乙川天神社
- 半田市立乙川小學（日语：半田市立乙川小学校）
- 三洋堂書店（日语：三洋堂書店）乙川店
- 山田電機Tecclandド半田店
- 輸送機工業工場、SUBARU半田西工場
- 豐田自動織機TMPH培訓中心

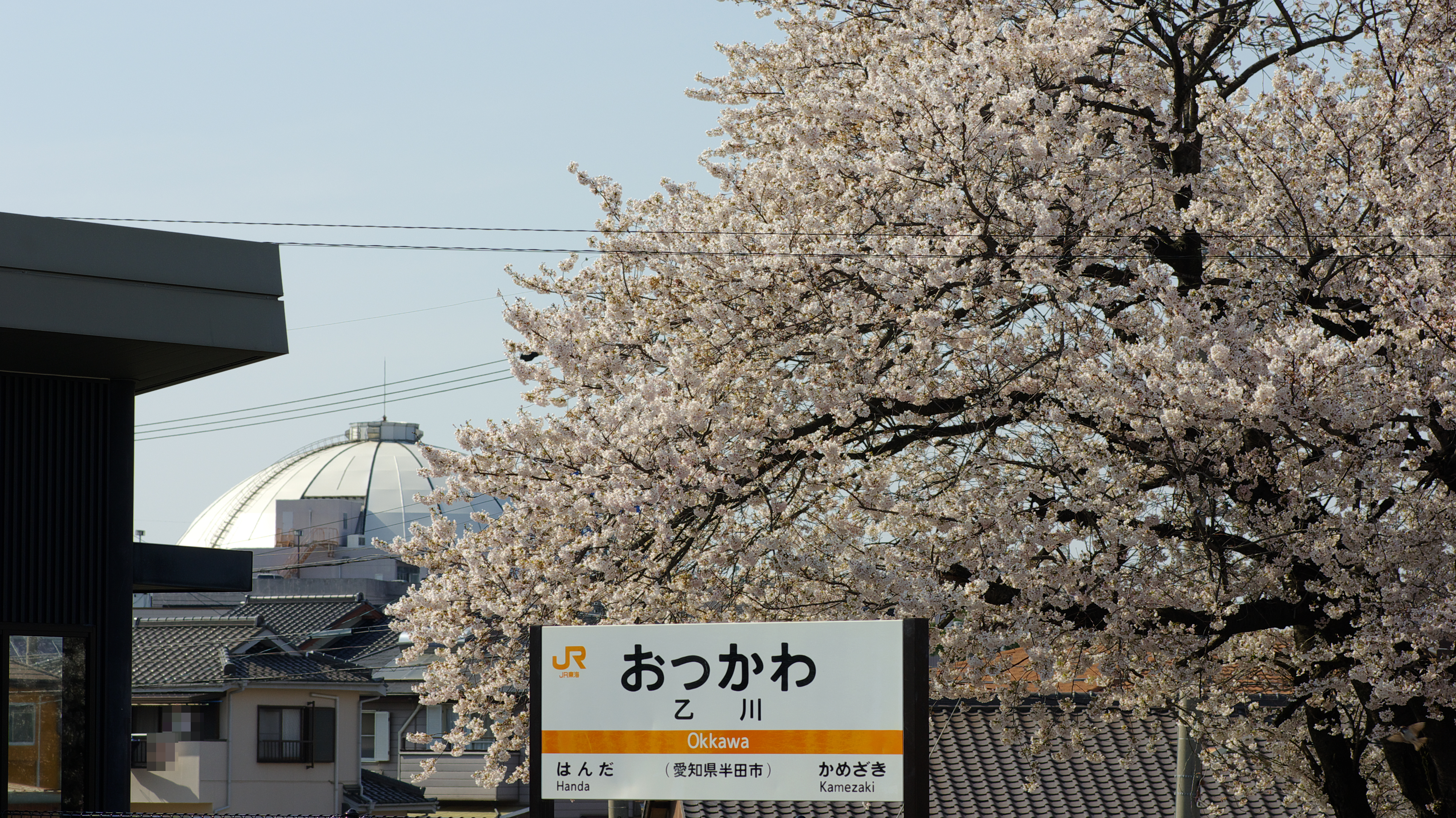
從乙川站望向Power dome半田

- Power Dome半田（日语：パワードーム半田）

## 巴士路線
在車站東北方路口附近設有「乙川站前」巴士站。從此處可客巴士前往半田市中心部，包括名鐵知多半田站、JR半田站、半田市政廳，此站和一之草醫院。前往同市北部的日本福祉大學如需前往半田校區，可轉乘知多乘合（知多巴士）半田北部線。部分以列車前往知多半田}}。路線也途經青山站、常滑站與常滑市民醫院。

## 其他
在車站南邊的武豐線東成岩站設有分支線前往衣浦港的中央碼頭，名為半田埠頭站。分支的鐵路線名為衣浦臨海鐵道半田線，於1975年（昭和50年）啟用，當初半田線於乙川站分支，經中央碼頭後連接東成岩站，新線預定除了設有新半田站和半田埠頭站還有「新乙川站」。

## 相鄰車站
東海旅客鐵道（JR東海）
 武豐線
■區間快速、■普通
龜崎（CE05）－乙川（CE06）－半田（CE07）

## 注腳

### 統計
1. ↑  《愛縣縣統計年鑑》昭和27年度刊，326頁
2. ↑  《愛縣縣統計年鑑》昭和28年度刊，310頁
3. ↑  《愛縣縣統計年鑑》昭和29年度刊，329頁
4. ↑  《愛縣縣統計年鑑》昭和30年度刊，305頁
5. ↑  《愛縣縣統計年鑑》昭和31年度刊，303頁
6. ↑  《愛縣縣統計年鑑》昭和32年度刊，319頁
7. ↑  《愛縣縣統計年鑑》昭和33年度刊，335頁
8. ↑  《愛縣縣統計年鑑》昭和34年度刊，379頁
9. ↑  《愛縣縣統計年鑑》昭和35年度刊，292頁
10. ↑  《愛縣縣統計年鑑》昭和36年度刊，261頁
11. ↑  《愛縣縣統計年鑑》昭和37年度刊，325頁
12. ↑  《愛縣縣統計年鑑》昭和38年度刊，297頁
13. ↑  《愛縣縣統計年鑑》昭和39年度刊，299頁
14. ↑  《愛縣縣統計年鑑》昭和40年度刊，263頁
15. ↑  《愛縣縣統計年鑑》昭和41年度刊，239頁
16. ↑  《愛縣縣統計年鑑》昭和42年度刊，262頁
17. ↑  《愛縣縣統計年鑑》昭和43年度刊，192頁
18. ↑  《愛縣縣統計年鑑》昭和44年度刊，196頁
19. ↑  《愛縣縣統計年鑑》昭和45年度刊，204頁
20. ↑  《愛縣縣統計年鑑》昭和46年度刊，228頁
21. ↑  《愛縣縣統計年鑑》昭和47年度刊，237頁
22. ↑  《愛縣縣統計年鑑》昭和48年度刊，217頁
23. ↑  《愛縣縣統計年鑑》昭和49年度刊，214頁
24. ↑  《愛縣縣統計年鑑》昭和50年度刊，221頁
25. ↑  《愛縣縣統計年鑑》昭和51年度刊，225頁
26. ↑  《愛縣縣統計年鑑》昭和52年度刊，217頁
27. ↑  《愛縣縣統計年鑑》昭和53年度刊，231頁
28. ↑  《愛縣縣統計年鑑》昭和54年度刊，233頁
29. ↑  《愛縣縣統計年鑑》昭和55年度刊，221頁
30. ↑  《愛縣縣統計年鑑》昭和56年度刊，227頁
31. ↑  《愛縣縣統計年鑑》昭和57年度刊，239頁
32. ↑  《愛縣縣統計年鑑》昭和58年度刊，223頁
33. ↑  《愛縣縣統計年鑑》昭和59年度刊，223頁
34. ↑  《愛縣縣統計年鑑》昭和60年度刊，241頁
35. ↑  《愛縣縣統計年鑑》昭和61年度刊，235頁
36. ↑  《愛縣縣統計年鑑》昭和62年度刊，223頁
37. ↑  《愛縣縣統計年鑑》昭和63年度刊，223頁
38. ↑  《愛縣縣統計年鑑》平成元年度刊，225頁
39. ↑  《愛縣縣統計年鑑》平成2年度刊，223頁
40. ↑  《愛縣縣統計年鑑》平成3年度刊，225頁
41. ↑  《愛縣縣統計年鑑》平成4年度刊，229頁
42. ↑  《愛縣縣統計年鑑》平成5年度刊，221頁
43. ↑  《愛縣縣統計年鑑》平成6年度刊，221頁
44. ↑  《愛縣縣統計年鑑》平成7年度刊，239頁
45. 1 2 3  《知多半島之統計》平成9年版，46頁
46. ↑  《愛縣縣統計年鑑》平成8年度刊，241頁
47. ↑  《愛縣縣統計年鑑》平成9年度刊，243頁
48. ↑  《愛縣縣統計年鑑》平成10年度刊，241頁
49. 1 2  《知多半島之統計》平成11年版，46頁
50. ↑  《愛縣縣統計年鑑》平成11年度刊，241頁
51. ↑  《愛縣縣統計年鑑》平成12年度刊，239頁
52. ↑  《知多半島之統計》平成12年版，46頁
53. ↑  《愛縣縣統計年鑑》平成13年度刊，240頁
54. 1 2 3  《知多半島之統計》平成15年版，46頁
55. 1 2 3  《知多半島之統計》平成18年版，114頁
56. 1 2 3  《知多半島之統計》平成21年版，43頁
57. 1 2 3  《知多半島之統計》平成24年版，43頁
58. ↑  《知多半島之統計》平成25年版，43頁
59. 1 2  《知多半島之統計》平成27年版，43頁
60. ↑  《知多半島之統計》平成28年版，43頁
61. ↑  《知多半島之統計》平成29年版，43頁
62. ↑  《知多半島之統計》平成30年版，43頁
63. 1 2  《知多半島之統計》令和元年版，43頁
64. ↑  《知多半島之統計》令和2年版，43頁